# 원판

원판은 원의 내부를 포함하는 도형이다.
원판의 둘레 C
원판의 지름 D
원판의 반지름 R
원판의 중심 O

원판(영어: disk 또는 disc)은 원의 내부를 포함하는 평면도형이다. 경계인 원을 포함하면 닫힌 원판(영어: closed disk), 포함하지 않으면 열린 원판(영어: open disk)이라 한다.
일반적으로 반지름이 r인 열린 원판을 {\displaystyle D_{r}}로, 닫힌 원판을 {\displaystyle {\overline {D_{r}}}}로 표기한다. 한편 위상수학에서는 반지름이 1인 닫힌 단위 원판(영어: unit disk)을 {\displaystyle D^{2}}로, 열린 단위 원판을 {\displaystyle {\text{int}}D^{2}}로 표기한다.
반지름이 {\displaystyle r}인 원판의 면적은 {\displaystyle \pi r^{2}}이다. 2차원인 원판을 임의의 차원으로 일반화한 것이 공이다.
데카르트 좌표계에서, 중심이 {\displaystyle (a,b)}이고 반지름이 {\displaystyle r}인 열린 원판은 다음과 같은 식으로 표현된다.
{\displaystyle D_{r}=\{(x,y)\in \mathbb {R} ^{2}:(x-a)^{2}+(y-b)^{2}<r^{2}\}}
닫힌 원판은 다음과 같이 표현된다.
{\displaystyle {\overline {D_{r}}}=\{(x,y)\in \mathbb {R} ^{2}:(x-a)^{2}+(y-b)^{2}\leq r^{2}\}}

## 성질
닫힌 원판과 열린 원판은 위상적으로 동일하지 않다. 즉, 서로 위상동형이 아니다. 둘은 위상적 성질이 서로 다르며, 예를 들어 닫힌 원판은 콤팩트 공간이지만 열린 원판은 아니다. 반면 대수적 위상수학의 관점에서는 여러 성질을 공유하는데, 예를 들어 두 공간은 모두 축약 가능 공간이고 따라서 둘 다 한 점과 호모토피 동치이다. 즉 두 공간의 기본군은 자명군이며, 호몰로지 군은 {\displaystyle \mathbb {Z} }와 동형인 0번째 호몰로지 군을 제외하고 모두 자명군이다. 그리고 원판의 오일러 지표는 1이다.
닫힌 원판에서 자기 자신으로 가는 연속 함수는 1개 이상의 고정점을 가진다. 이는 브라우어르 고정점 정리에서 {\displaystyle n=2}에 해당하는 경우이다. 반면 열린 원판일 때는 고정점이 존재하지 않을 수 있다. 예를 들어 함수 {\displaystyle f(x,y)=\left({\frac {x+{\sqrt {1-y^{2}}}}{2}},y\right)}는 열린 원판의 모든 점을 다른 점으로 사상하지만, 닫힌 원판에서는 반원 {\displaystyle x^{2}+y^{2}=1,x>0}을 고정시킨다.

## 같이 보기
- 단위 원판
- 공 (기하학)
- 활꼴

1. ↑  Clapham, Christopher; Nicholson, James (2014). 《The Concise Oxford Dictionary of Mathematics》. Oxford University Press. 138쪽. ISBN 9780199679591.
2. ↑  Arnold, B. H. (2013). 《Intuitive Concepts in Elementary Topology》. Dover Books on Mathematics. Courier Dover Publications. 58쪽. ISBN 9780486275765.
3. ↑  Maudlin, Tim (2014), 《New Foundations for Physical Geometry: The Theory of Linear Structures》, Oxford University Press, 339쪽, ISBN 9780191004551.
4. ↑  Cohen, Daniel E. (1989), 《Combinatorial Group Theory: A Topological Approach》, London Mathematical Society Student Texts 14, Cambridge University Press, 79쪽, ISBN 9780521349369.
5. ↑  Arnold (2013), p. 132.
6. ↑  Arnold (2013), Ex. 1, p. 135.